# Lorenz Heitzer
Lorenz Heitzer (Pseudonym: Gottlieb Lehrreich; * 30. Januar 1858 in Grebben bei Heinsberg; † 29. Mai 1919 in Essen-Altenessen) war ein deutscher Pädagoge und Schriftsteller. 

## Leben
Lorenz Heitzer war der Sohn eines Kapellmeisters. Er besuchte die Volks- und Bürgerschule in Heinsberg; anschließend absolvierte er eine Ausbildung am Lehrerseminar in Elten. Heitzer wirkte ab 1879
als Volksschullehrer in Werden, ab 1881 in Koblenz und ab 1883 in Labbeck bei Xanten. Ab 1902 war er Rektor einer Schule in Altenessen. Neben seiner beruflichen Tätigkeit veröffentlichte Lorenz Heitzer zahlreiche von einer starken katholischen Tendenz geprägte Erzählungen für Kinder und Jugendliche.

## Werke
- Des Geigers Enkelkind. Am Weihnachts-Abend. Das Sparbuch, Köln a. Rh. 1897
- Des Kindes Opfer. In die Welt hinaus, Köln a. Rh. 1897
- Seines Glückes Schmied, Essen-Ruhr 1898
- Die Tochter des Bergmanns, Köln a. Rh. 1898
- Am Hexenkessel, Kempten 1899
- Die Goldsucher. Die Pfändung. Eines Künstlers Jugendzeit, Köln a. Rh. 1899
- Der rote Franzis, Köln a. Rh. 1899
- Zur Lehr und Wehr!, Essen-Ruhr 1899
- Märchen  aus der fliegenden Welt, Kempten
  - 1 (1900)
  - 2 (1900)
- Der Räuber vom Eichenhofe, Köln 1900
- Robinson Crusoe, Hamm i.W. 1901
- Seines Vaters Schutzengel, Köln 1903
- Der Schützling des Soldaten. Sparpfennige, Cöln 1905
- Friedrich von Schiller, Essen-Ruhr 1906
- Schlagende Wetter. Empor um jeden Preis, Köln 1909
- In harter Schule, Essen-Ruhr 1911
- Sankt Elisabeth, Essen (Ruhr) 1911
- Unter dem Beichtsiegel und andere Erzählungen aus dem Volksleben, Regensburg [u. a.] 1913

| Personendaten    | Personendaten                         |
| ---------------- | ------------------------------------- |
| NAME             | Heitzer, Lorenz                       |
| ALTERNATIVNAMEN  | Gottlieb Lehrreich                    |
| KURZBESCHREIBUNG | deutscher Pädagoge und Schriftsteller |
| GEBURTSDATUM     | 30. Januar 1858                       |
| GEBURTSORT       | Grebben                               |
| STERBEDATUM      | 29. Mai 1919                          |
| STERBEORT        | Essen-Altenessen                      |